# Sciurinae
Sciurinae  (лат.) — подсемейство млекопитающих семейства беличьих.

## Классификация
Ниже представлена классификация подсемейства по данным 3-го издания Mammal Species of the World (с обновлениями по ASM Mammal Diversity Database):
- Триба Sciurini
  - Род Карликовые белки (Microsciurus)

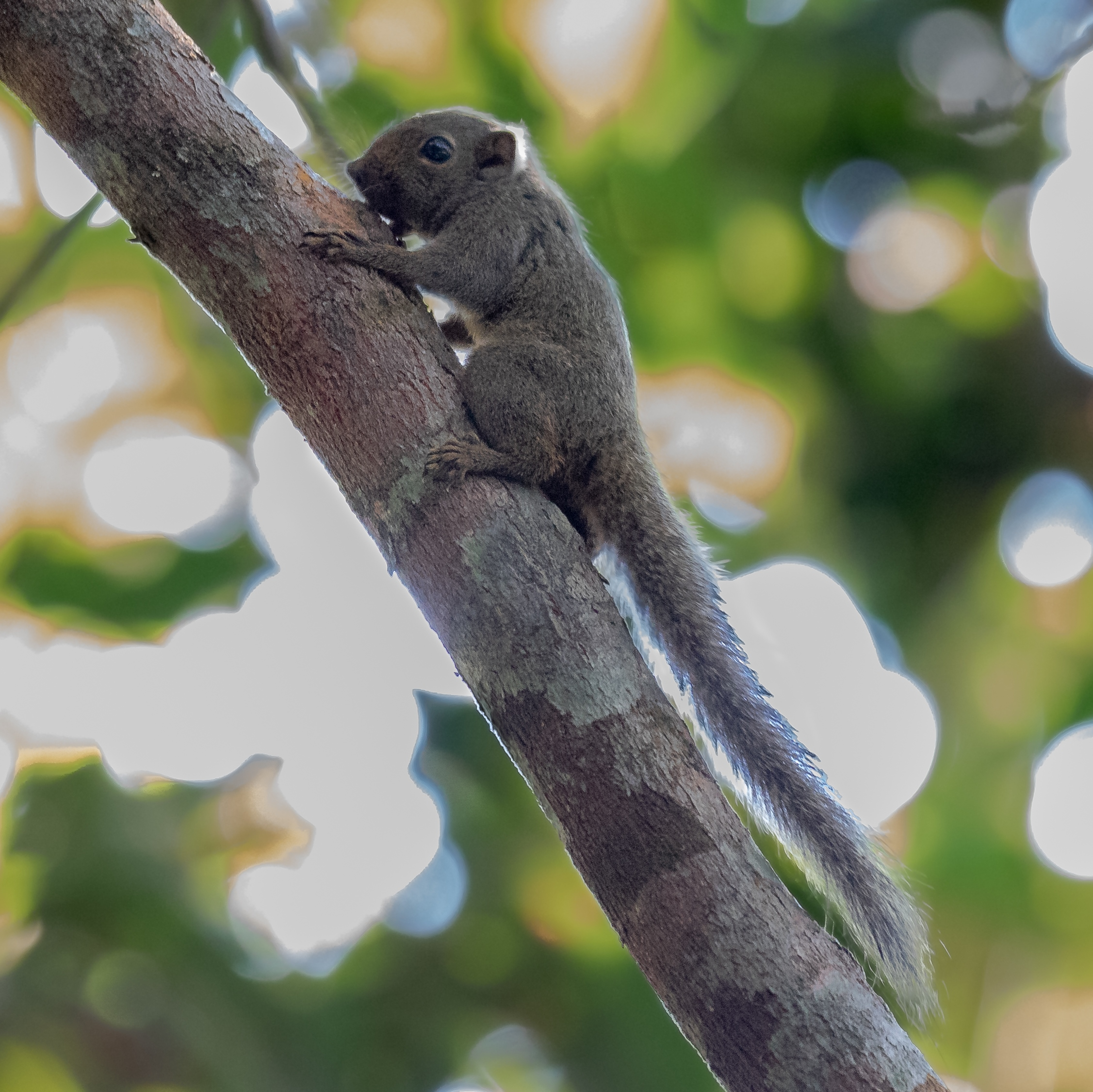
Амазонская белка (Microsciurus flaviventer)

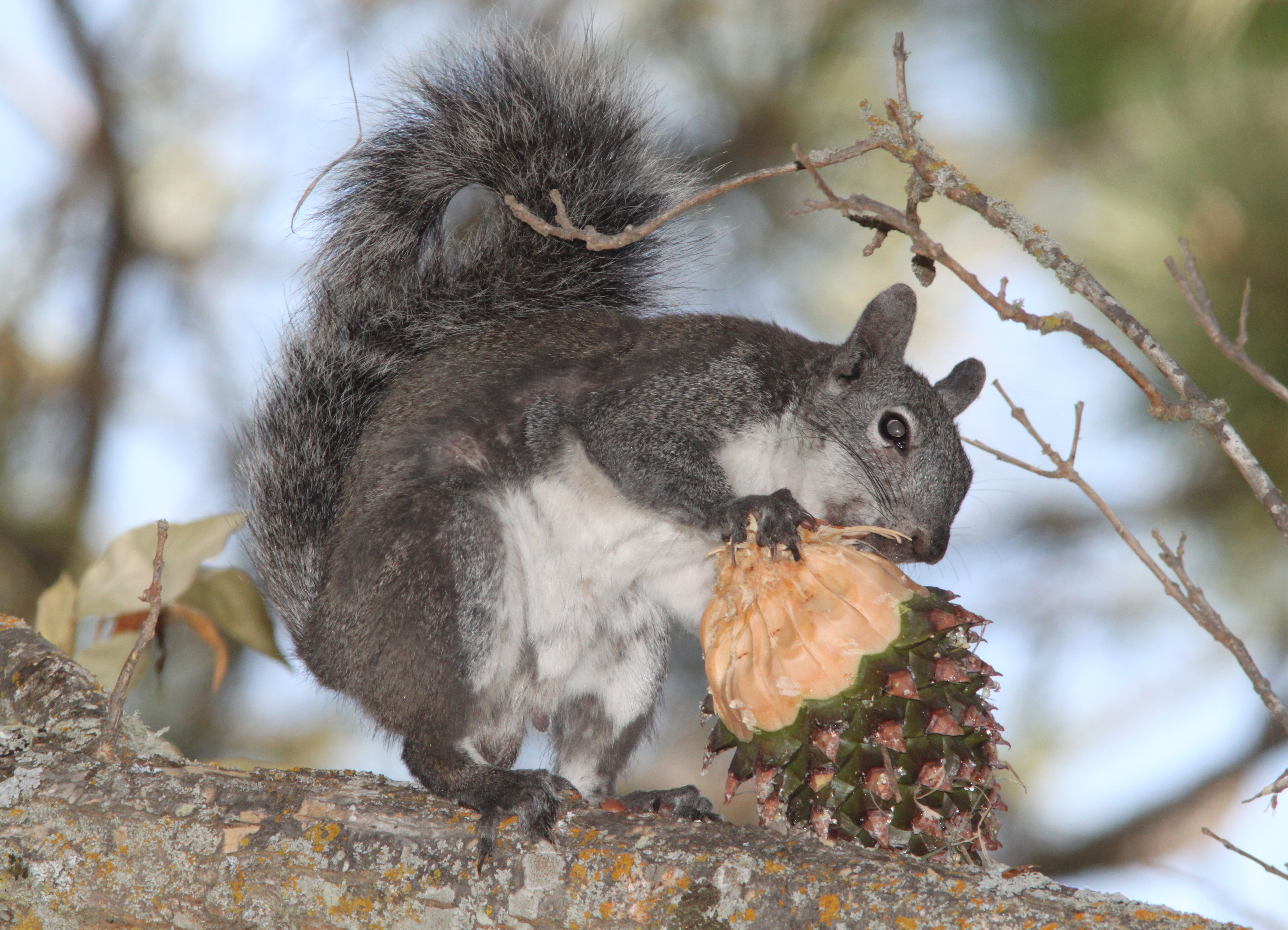
Западная серая белка (Sciurus griseus)

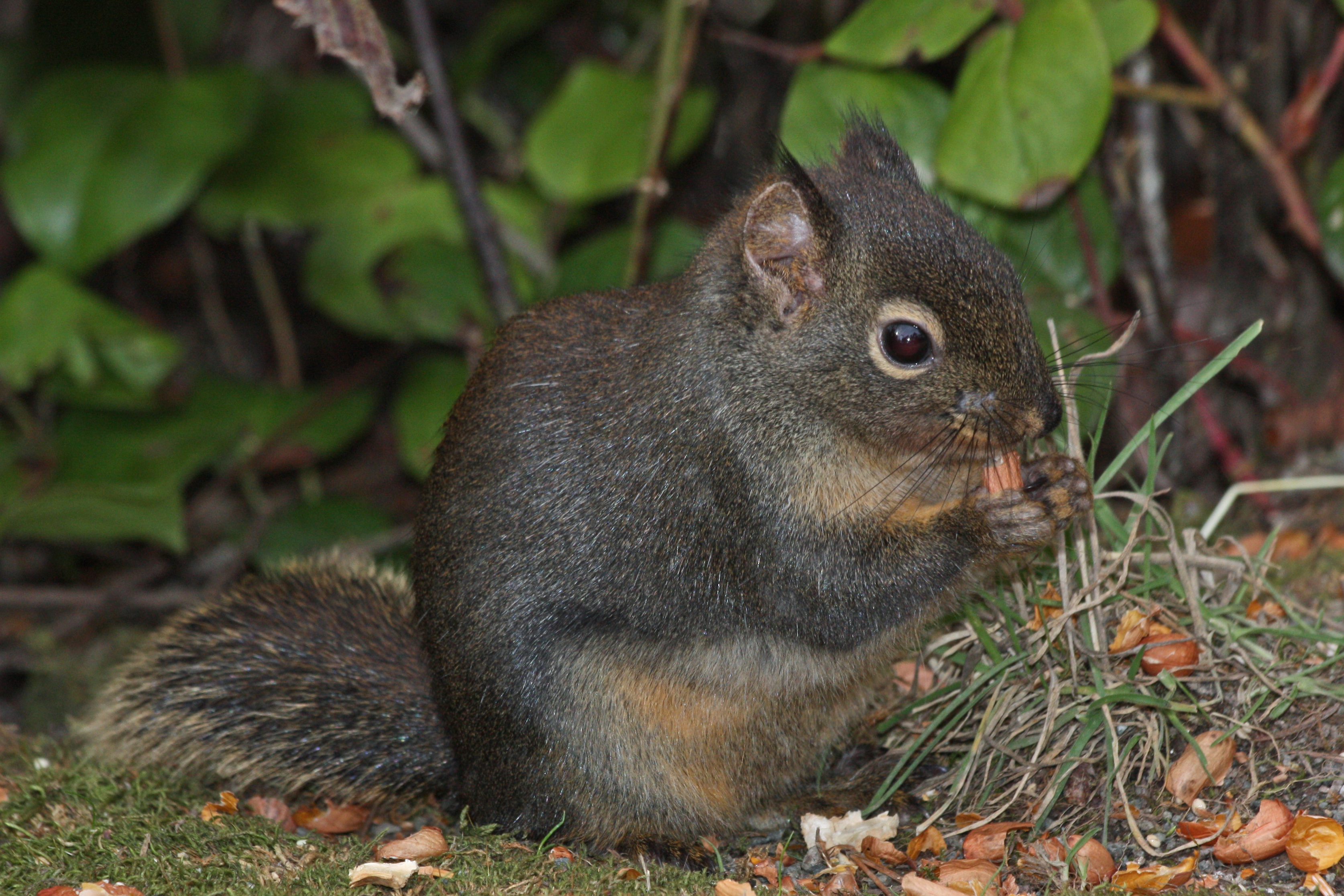
Белка Дугласа (Tamiasciurus douglasii)

    - Центральноамериканская карликовая белка (Microsciurus alfari)
    - Амазонская белка (Microsciurus flaviventer)
    - Западная карликовая белка (Microsciurus mimulus)
    - Сантадерская белка (Microsciurus santanderensis)

  - Род Rheithrosciurus
    - Кистеухая белка (Rheithrosciurus macrotis)

  - Род Белки (Sciurus)
    - Подрод Sciurus
      - Белка Аллена (Sciurus alleni)
      - Аризонская белка (Sciurus arizonensis)
      - Золотистобрюхая белка (Sciurus aureogaster)
      - Каролинская белка (Sciurus carolinensis)
      - Белка Коллье (Sciurus colliaei)
      - Белка Деппе (Sciurus deppei)
      - Японская белка (Sciurus lis)
      - Sciurus meridionalis
      - Наяритская белка (Sciurus nayaritensis)
      - Лисья белка (Sciurus niger)
      - Белка Петерса (Sciurus oculatus)
      - Пёстрая белка (Sciurus variegatoides)
      - Обыкновенная белка (Sciurus vulgaris)
      - Юкатанская белка (Sciurus yucatanensis)

    - Подрод Otosciurus
      - Белка Аберта (Sciurus aberti)

    - Подрод Guerlinguetus
      - Гвианская белка (Sciurus aestuans)
      - Желтогорлая белка (Sciurus gilvigularis)
      - Краснохвостая белка (Sciurus granatensis)
      - Боливийская белка (Sciurus ignitus)
      - Андская белка (Sciurus pucheranii)
      - Белка Ричмонда (Sciurus richmondi)
      - Белка Санборна (Sciurus sanborni)
      - Гуаякильская белка (Sciurus stramineus)

    - Подрод Tenes
      - Персидская белка (Sciurus anomalus)

    - Подрод Hadrosciurus
      - Огненная белка (Sciurus flammifer)
      - Перуанская красная белка (Sciurus pyrrhinus)

    - Подрод Hesperosciurus
      - Западная серая белка (Sciurus griseus)

    - Подрод Urosciurus
      - Амазонская красная белка (Sciurus igniventris)
      - Южноамазонская белка (Sciurus spadiceus)

  - Род Syntheosciurus
    - Бороздчаторезцовая белка (Syntheosciurus brochus)

  - Род Красные белки (Tamiasciurus)
    - Белка Дугласа (Tamiasciurus douglasii)
    - Tamiasciurus fremonti
    - Красная белка (Tamiasciurus hudsonicus)
    - Белка Мирнса (Tamiasciurus mearnsi)

- Триба Pteromyini
  - Подтриба Glaucomyina
    - Род Eoglaucomys
      - Кашмирская летяга (Eoglaucomys fimbriatus)

    - Род Американские летяги (Glaucomys)
      - Glaucomys oregonensis
      - Северная летяга (Glaucomys sabrinus)
      - Южная летяга (Glaucomys volans)

    - Род Стрелохвостые летяги (Hylopetes)
      - Двухцветная летяга (Hylopetes alboniger)
      - Летяга Бартелса (Hylopetes bartelsi)
      - Hylopetes electilis
      - Палаванская летяга (Hylopetes nigripes)
      - Летяга Файра (Hylopetes phayrei)
      - Hylopetes platyurus

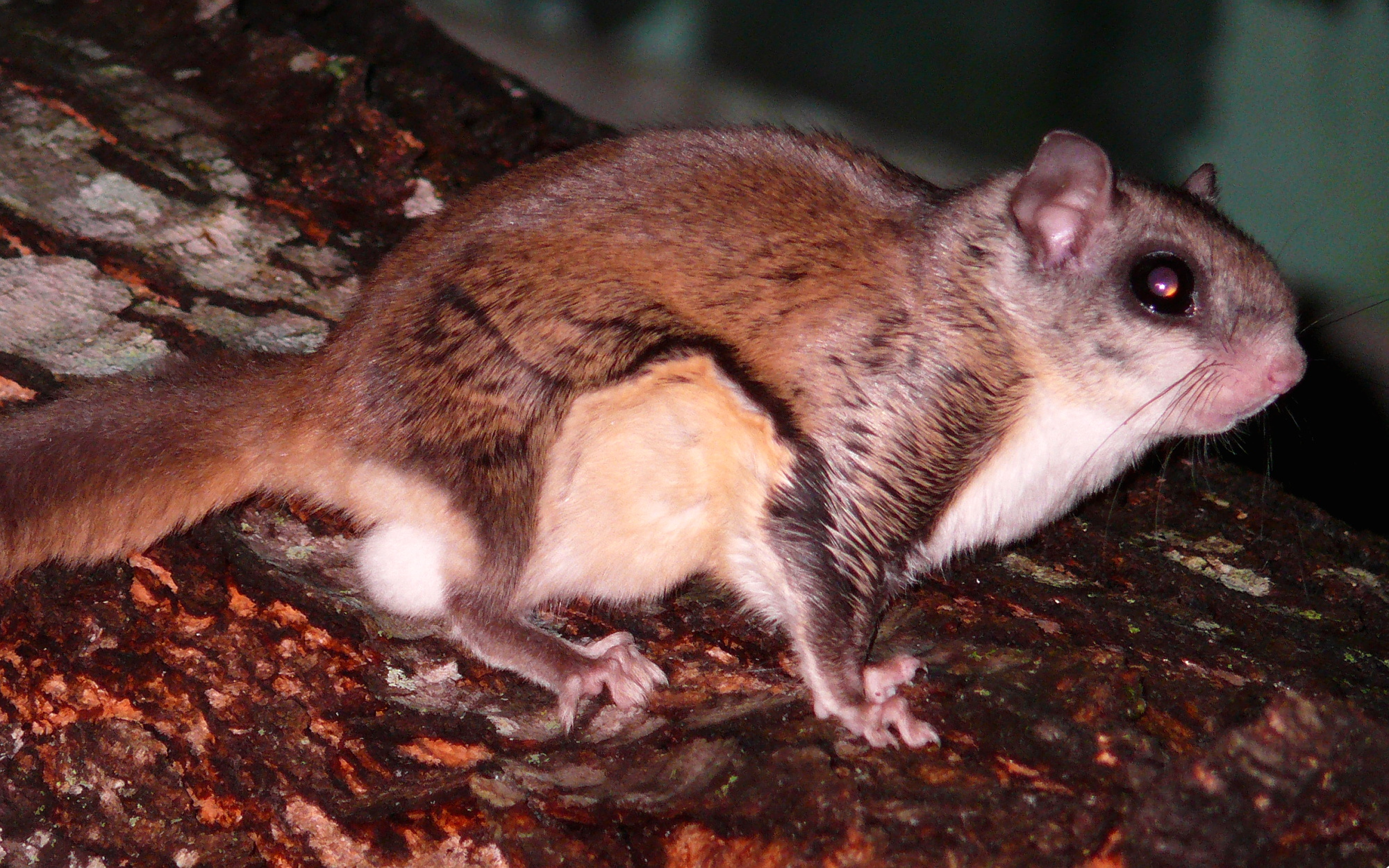
Южная летяга (Glaucomys volans)

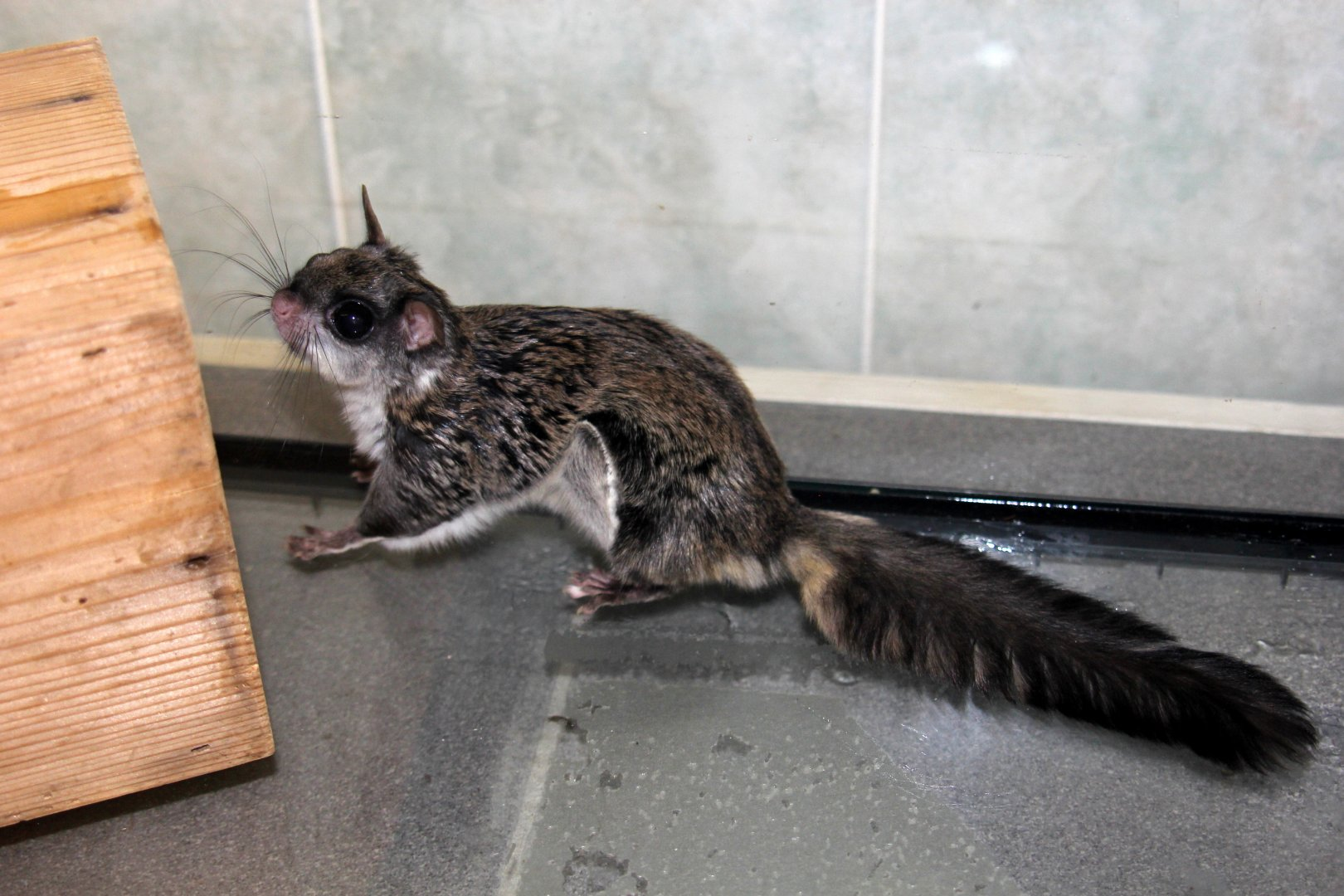
Двухцветная летяга (Hylopetes alboniger)

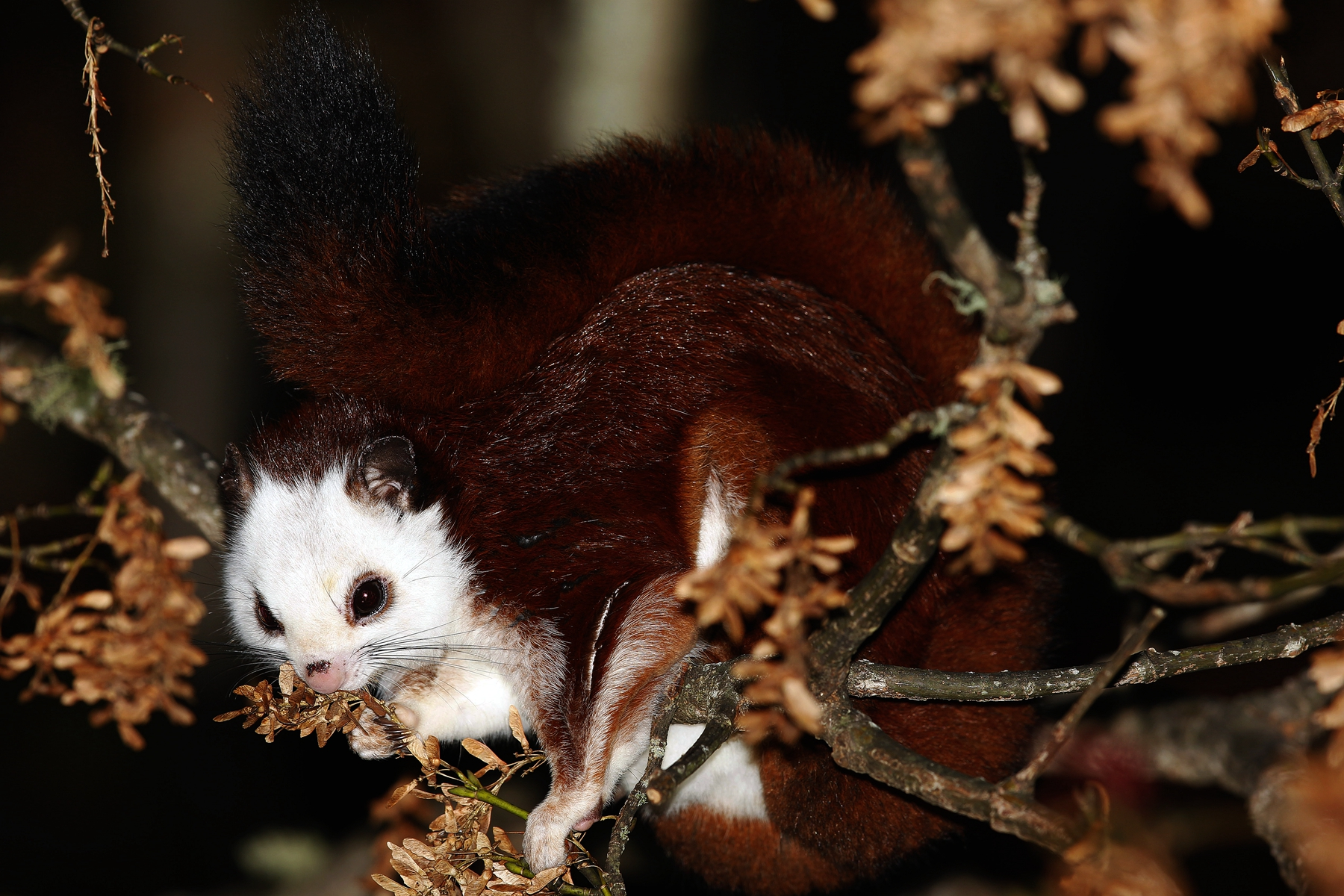
Бело-рыжая летяга (Petaurista alborufus)

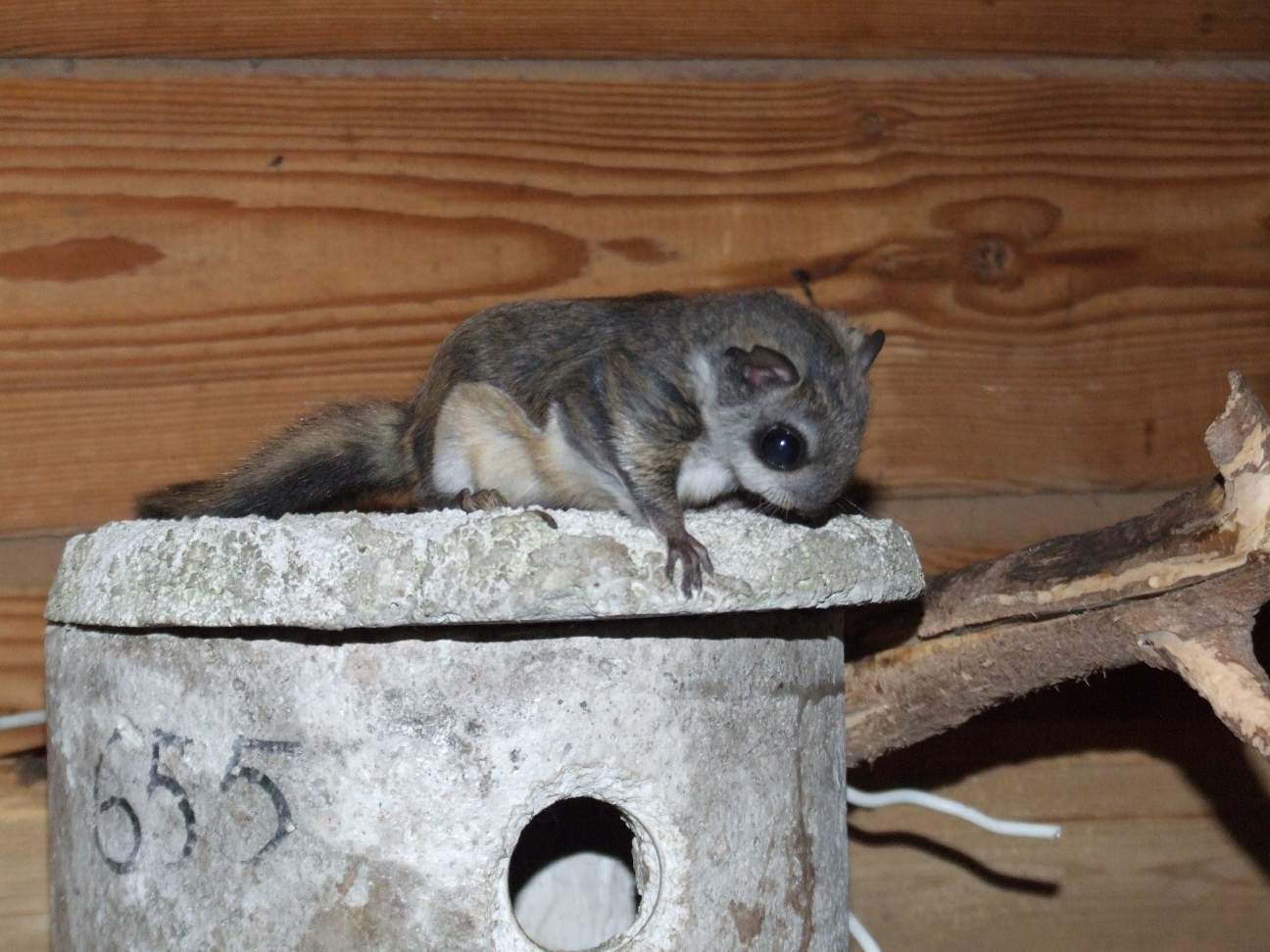
Обыкновенная летяга (Pteromys volans)

      - Стрелохвостая карликовая летяга (Hylopetes sagitta)
      - Сипорская летяга (Hylopetes sipora)
      - Мьянманская летяга (Hylopetes spadiceus)
      - Суматранская летяга (Hylopetes winstoni)

    - Род Индонезийские летяги (Iomys)
      - Индонезийская летяга (Iomys horsfieldii)
      - Ментавайская летяга (Iomys sipora)

    - Род Летяги-пигмеи (Petaurillus)
      - Саравакская летяга-пигмей (Petaurillus emiliae)
      - Летяга-пигмей (Petaurillus hosei)
      - Селангорская летяга-пигмей (Petaurillus kinlochii)

    - Род Карликовые летяги (Petinomys)
      - Филиппинская летяга (Petinomys crinitus)
      - Буроголовая летяга (Petinomys fuscocapillus)
      - Усатая летяга (Petinomys genibarbis)
      - Летяга Хагена (Petinomys hageni)
      - Сиберутская летяга (Petinomys lugens)
      - Petinomys mindanensis
      - Белобрюхая летяга (Petinomys setosus)
      - Летяга Фордерманна (Petinomys vordermanni)

    - Род Priapomys
      - Priapomys leonardi

  - Подтриба Pteromyina
    - Род Aeretes
      - Китайская летяга (Aeretes melanopterus)

    - Род Чёрные летяги (Aeromys)
      - Чёрная летяга (Aeromys tephromelas)
      - Калимантанская летяга (Aeromys thomasi)

    - Род Волосатоногие летяги (Belomys)
      - Волосатоногая летяга (Belomys pearsonii)

    - Род Biswamoyopterus
      - Ассамская летяга (Biswamoyopterus biswasi)
      - Biswamoyopterus gaoligongensis
      - Biswamoyopterus laoensis

    - Род Eupetaurus
      - Скальная летяга (Eupetaurus cinereus)
      - Eupetaurus nivamons
      - Eupetaurus tibetensis

    - Род Гигантские летяги (Petaurista)
      - Petaurista albiventer
      - Бело-рыжая летяга (Petaurista alborufus)
      - Petaurista caniceps
      - Изящная летяга (Petaurista elegans)
      - Petaurista grandis
      - Petaurista hainana
      - Petaurista lena
      - Японская гигантская летяга (Petaurista leucogenys)
      - Летяга Ходжсона (Petaurista magnificus)
      - Petaurista marica
      - Petaurista mechukaensis
      - Petaurista mishmiensis
      - Бутанская летяга (Petaurista nobilis)
      - Гигантская летяга (Petaurista petaurista)
      - Индийская гигантская летяга (Petaurista philippensis)
      - Petaurista siangensis
      - Petaurista sybilla
      - Китайская гигантская летяга (Petaurista xanthotis)
      - Petaurista yunanensis

    - Род Евразийские летяги (Pteromys)
      - Японская летяга (Pteromys momonga)
      - Обыкновенная летяга (Pteromys volans)

    - Род Pteromyscus
      - Дымчатая летяга (Pteromyscus pulverulentus)

    - Род Trogopterus
      - Сложнозубая летяга (Trogopterus xanthipes)